# Shawn Levy
Pour les articles homonymes, voir Levy.
Shawn Levy, né le 23 juillet 1968 à Montréal, est un réalisateur, producteur, scénariste et acteur canadien.
Il est le réalisateur de la lucrative trilogie fantastique La Nuit au Musée (2006-2014), mais aussi des comédies familiales Treize à la douzaine (2003), La Panthère rose (2006), Crazy Night (2010) et Real Steel (2011). Il est aussi connu pour être le producteur délégué et réalisateur de la série Stranger Things (depuis 2016).

## Carrière

### Débuts en tant que réalisateur jeunesse (1990-2005)
Après des débuts comme acteur durant les années 1990, Shawn Levy passe à la réalisation pour des productions destinées à la jeunesse : en 1997, il livre le conte fantastique Adress Unknown, puis la comédie dramatique Après la pluie.... Parallèlement, il tourne activement pour la télévision, mettant en scène plusieurs épisodes de séries télévisées jeunesse, notamment destinées à Disney Channel :  Les Incroyables Pouvoirs d'Alex, Lassie, The Journey of Allen Strange, Animorphs ou encore Jett Jackson, sur laquelle il officie aussi en tant que producteur exécutif et réalise le téléfilm de conclusion.
En 2002, son troisième long-métrage, la comédie familiale Disney Méchant Menteur connait un joli succès commercial, grâce à la présence de vedettes pour adolescents Frankie Muniz et Amanda Bynes en têtes d'affiche.
En 2003, il confirme en direction d'un public plus adolescent en livrant la comédie romantique Pour le meilleur et pour le rire, avec Ashton Kutcher et Brittany Murphy, et en réalisant des épisodes de deux nouvelles et éphémères séries : Les Anges de la nuit et Do Over.
Mais cette même année, il livre un gros succès commercial : le remake Treize à la douzaine, porté par le vétéran de la comédie Steve Martin et les vedettes pour adolescents Tom Welling et Hilary Duff.

Logo de sa société de production 21 Laps Entertainment, fondée en 2005.

En 2005, il fonde sa société de production, 21 Laps Entertainment. Cette société lui permet de se contenter du siège de producteur pour la suite, Treize à la douzaine 2, mais aussi de réaliser des pilotes de séries télévisées. Cependant, seul celui de la série Pepper Dennis est commandé par une chaîne. Le programme ne dépasse pas une saison en 2006.
Cette même année, il livre deux succès commerciaux : un nouveau remake avec Steve Martin, La Panthère rose, et  un énorme succès surprise, le film d'aventure fantastique La Nuit au musée, porté par Ben Stiller.
Ce double succès lui permet non seulement de continuer à s'investir dans différents projets en tant que producteur, mais aussi de sélectionner davantage ses propres réalisations.
Ainsi, alors qu'il produit en 2008 la comédie romantique Jackpot, avec Ashton Kutcher et Cameron Diaz, puis en 2009 La Panthère rose 2, dont la mise en scène est confiée à Harald Zwart, il fait le choix de se concentrer sur la réalisation de La Nuit au musée 2, qui confirme la popularité de la franchise auprès du grand public.

### Spécialisation dans la comédie grand public (2009-2015)

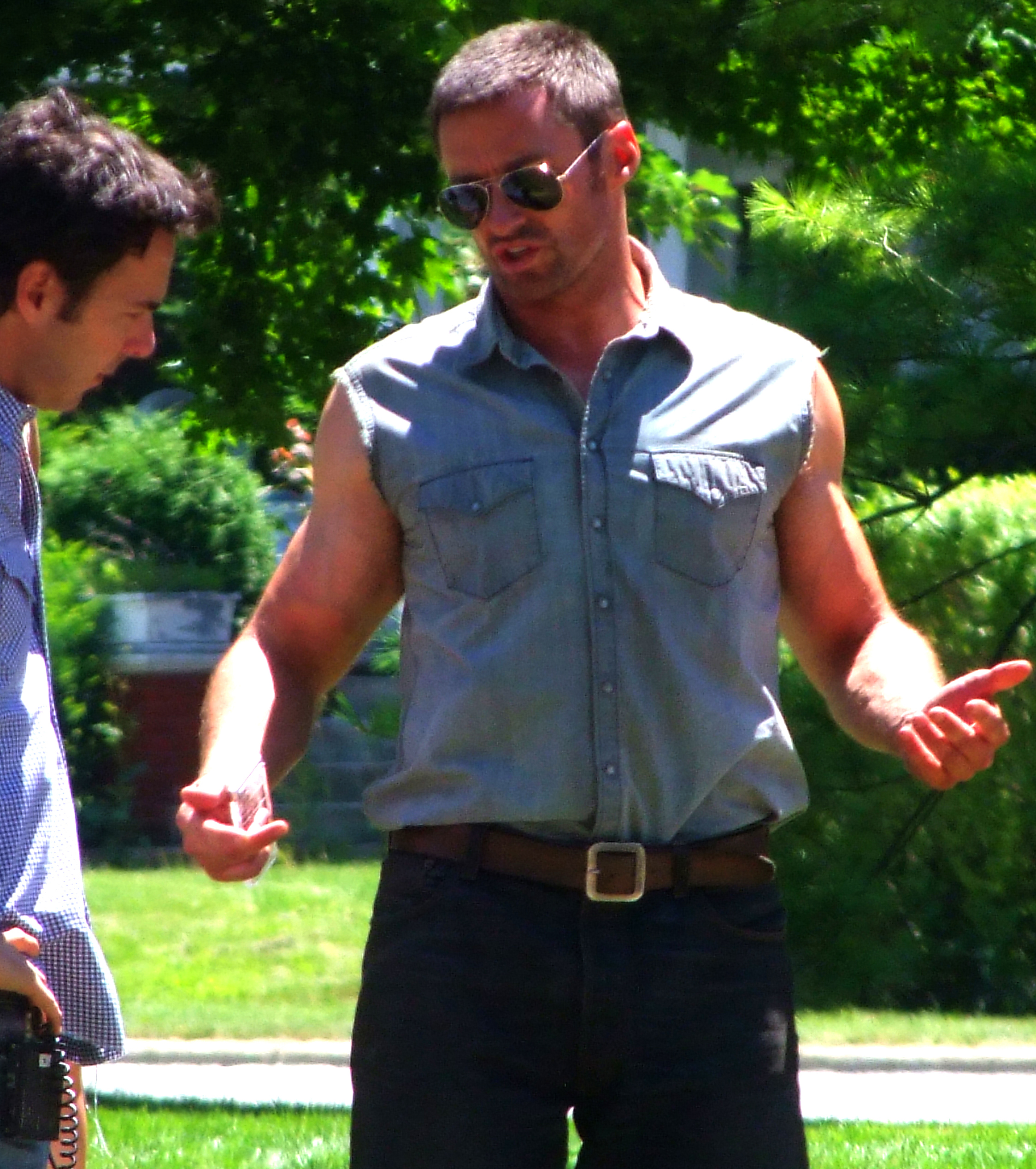
En juillet 2010, Shawn Levy (à gauche), dirigeant l'acteur Hugh Jackman pour le blockbuster Real Steel.

Shawn Levy parvient enfin à s'extirper d'un cinéma destiné à la jeunesse en dirigeant en 2010 les révélations comiques Steve Carrell et Tina Fey dans leur premier projet commun, la comédie d'action Crazy Night, qui marque aussi son premier succès critique.
En 2011, Steven Spielberg lui fait confiance en lui attribuant la réalisation du film de science-fiction et d'aventure Real Steel, porté par la star Hugh Jackman. Ce premier blockbuster pour Levy connaît un joli succès commercial, et devient même culte. Parallèlement, Levy parvient enfin à s'imposer côté télévision, en produisant la sitcom familiale avec Tim Allen, Last Man Standing.
Alors que d'autres trois pilotes de séries qu'il réalise ne sont pas commandés, il produit en 2012 la comédie fantastique Voisins du troisième type, avec Ben Stiller, un échec critique et commercial, et en 2013 un drame indépendant, The Spectacular Now, de James Ponsoldt, un long-métrage acclamé par la critique.
En tant que réalisateur, Levy tente aussi d'aller vers un cinéma plus adulte. Après avoir livré en 2013 la satire Les Stagiaires, portée par le tandem Vince Vaughn/Owen Wilson, il dirige en 2014 un casting quatre étoiles de stars de la comédie américaine pour le film indépendant This Is Where I Leave You. Ces deux essais ne convainquent toujours pas la critique, et fonctionnent juste correctement au box-office. C'est donc à Noël qu'il renoue avec le succès commercial en livrant la conclusion de sa trilogie, La Nuit au musée 3 : Le Secret des Pharaons.

### Netflix et collaborations avec Ryan Reynolds (depuis 2016)

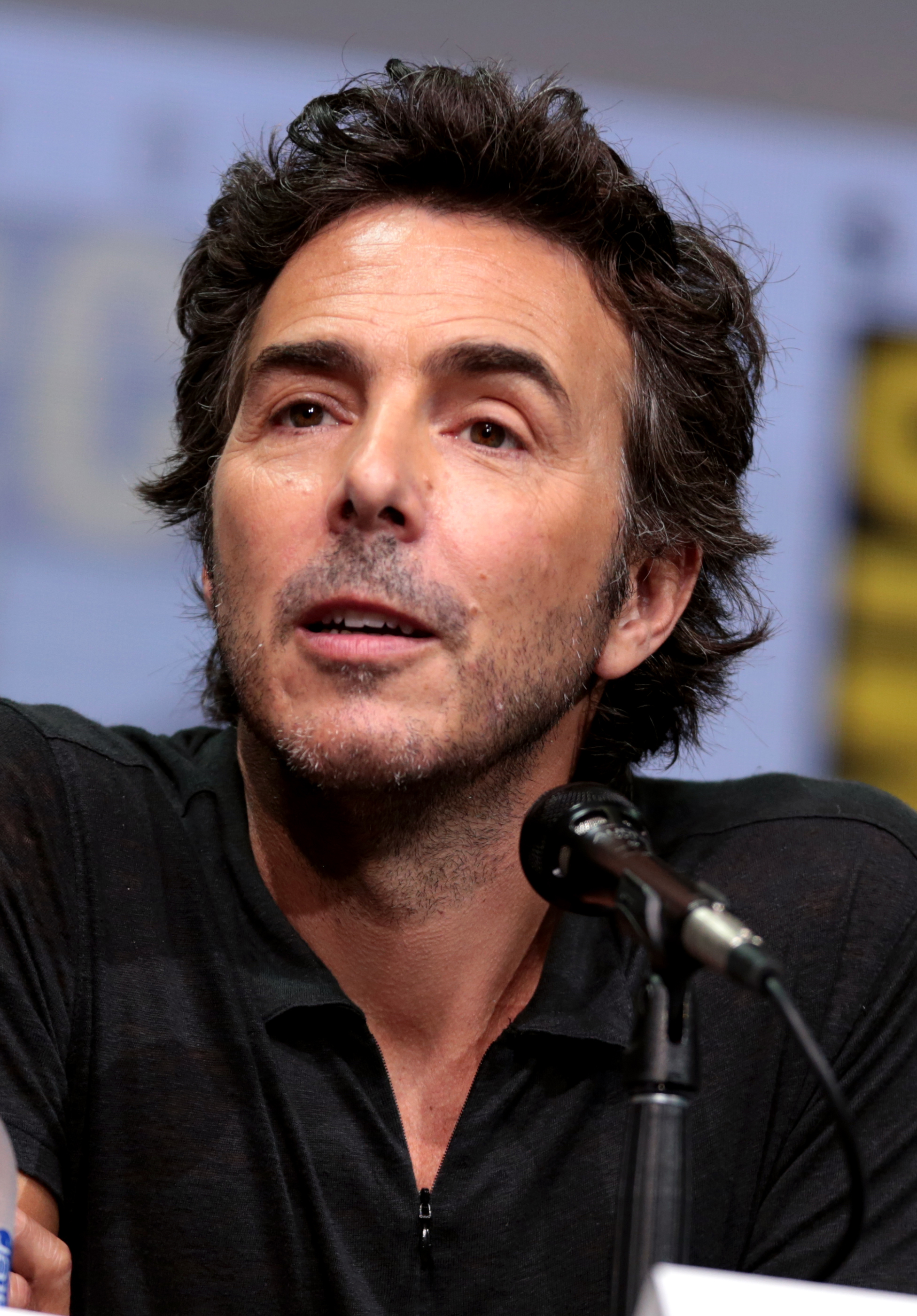
Shawn Levy au Comic-Con de San Diego en 2017.

Début 2016, Shawn Levy est en contrat avec Netflix : il réalise des épisodes de la sitcom Unbreakable Kimmy Schmidt, produite et co-écrite par Tina Fey, et devient producteur délégué et réalisateur de la série fantastique Stranger Things. 
Il confirme son retour au cinéma avec Free Guy, film d'action porté par Ryan Reynolds et succès au box-office mondial de l'année 2021, et collabore de nouveau avec l'acteur pour ses deux films suivants : Adam à travers le temps (2022) et Deadpool et Wolverine (2024),.
En février 2022, Netflix annonce qu'il va réaliser un nouveau film pour la plate-forme, intitulé Backwards. En novembre 2022, il entre en discussion pour réaliser un film Star Wars pour Lucasfilm, prévu après avoir terminé son travail sur Deadpool et Wolverine et la saison 5 de Stranger Things.
En novembre 2023, il signe une mini-série pour Netflix adaptée du roman Toute la lumière que nous ne pouvons voir (2014) écrit par Anthony Doerr et lauréat du prix Pulitzer. L'intrigue suit une jeune fille aveugle qui devient résistante pendant la Seconde Guerre mondiale dans une Saint-Malo occupée par les nazis. La distribution inclut Mark Ruffalo, Hugh Laurie et Aria Mia Loberti dont c'est le tout premier rôle — elle a été choisie parmi des milliers de candidates pour sa cécité, qui était un critère de casting.

## Filmographie

### Comme réalisateur

#### Cinéma
- 1997 : Après la pluie... (Just in Time)
- 2002 : Méchant Menteur (Big Fat Liar)
- 2003 : Pour le meilleur et pour le rire (Just Married)
- 2003 : Treize à la douzaine (Cheaper by the Dozen)
- 2006 : La Panthère rose (The Pink Panther)
- 2006 : La Nuit au musée (Night at the Museum)
- 2009 : La Nuit au musée 2 (Night at the Museum: Battle of the Smithsonian)
- 2010 : Crazy Night (Date Night)
- 2011 : Real Steel
- 2013 : Les Stagiaires (The Internship)
- 2014 : C'est ici que l'on se quitte (This Is Where I Leave You)
- 2014 : La Nuit au musée 3 : Le Secret des Pharaons (Night at the Museum: Secret of the Tomb)
- 2021 : Free Guy
- 2022 : Adam à travers le temps (The Adam Project)
- 2024 : Deadpool et Wolverine (Deadpool and Wolverine)

#### Télévision
- 1994 : Les Incroyables Pouvoirs d'Alex (The Secret World of Alex Mack) (série télévisée)
- 1997 : Lassie (en) (série télévisée)
- 1997 : La Loi du colt (en) (Dead Man's Gun) (série télévisée)
- 1997 : The Journey of Allen Strange (en) (série télévisée)
- 1998 : Animorphs (série télévisée)
- 1998 : First Wave (First Wave) (série télévisée)
- 1998 : Jett Jackson (The Famous Jett Jackson) (série télévisée)
- 1999 : Aux frontières de l'étrange (So Weird) (série télévisée)
- 2000 : Unité 156 (In a Heartbeat) (série télévisée)
- 2001 : Jett Jackson: The Movie
- 2002 : Les Anges de la nuit  (Birds of Prey) (série télévisée)
- 2006 : Pepper Dennis (série télévisée)
- 2016 - : Stranger Things (série télévisée) (4 saisons, 8 épisodes)
- 2023 : Toute la lumière que nous ne pouvons voir (All the Light We Cannot See) (mini série télévisée) (1 saison, 4 épisodes)

### Comme producteur ou producteur délégué
- 1998 : Jett Jackson (The Famous Jett Jackson) (série télévisée)
- 2001 : Jett Jackson: The Movie (TV)
- 2002 : Le Secret de maman (I Saw Mommy Kissing Santa Claus)
- 2005 : Treize à la douzaine 2 (Cheaper by the Dozen 2)
- 2006 : Pepper Dennis (série TV)
- 2006 : La Nuit au musée (Night at the Museum) de lui-même
- 2008 : Jackpot (What Happens in Vegas...) de Tom Vaughan
- 2009 : La Panthère rose 2 (The Pink Panther 2) de Harald Zwart
- 2011-présent : C'est moi le chef ! (Last Man Standing) (série TV)
- 2012 : Voisins du troisième type (The Watch) d'Akiva Schaffer
- 2013 : The Spectacular Now de James Ponsoldt
- 2016-présent : Stranger Things (série TV) de Matt et Ross Duffer
- 2017 : Table 19 de Jeffrey Blitz de Mark Raso
- 2017 : Kodachrome
- 2018 : Darkest Minds : Rébellion (The Darkest Minds) de Jennifer Yuh Nelson
- 2018 : Kin : Le Commencement (Kin) de Jonathan Baker et Josh Baker
- 2021 : Shadow and Bone : La Saga Grisha ( Shadow and Bone) (série TV)
- 2023 : Le Croque-mitaine (The Boogeyman) de Rob Savage
- 2024 : Mother Land (Never Let Go) d'Alexandre Aja

### Comme acteur
- 1986 : Zombie Nightmare : Jim Batten
- 1986 : Un long chemin (Miles to Go...) (TV) : Greg
- 1987 : Wild Thing de Max Reid : Paul
- 1988 : Liberace: Behind the Music : Glenn
- 1988 : The Kiss : Terry
- 1990 : 21 Jump Street - Saison 4, épisode 18 : Lance
- 1991 : Entre père et fils (TV) : J.J
- 1991 : Brotherhood of the Gun (TV) : Teddy McBride
- 1993 : Made in America : Dwayne
- 1993 : Trouble Shooters: Trapped Beneath the Earth (TV) : Travis
- 1993 : Beverly Hills 90210 - Saison 3, épisodes 27 et 28 : Howard Banchek
- 2002 : Méchant Menteur (Big Fat Liar) : un invité de la Wolf Party
- 2003 : Treize à la douzaine (Cheaper by the Dozen) : un reporter
- 2005 : Treize à la douzaine 2 (Cheaper by the Dozen 2) : un interne de l'hopital
- 2016 : Stranger Things (saison 1) : un médecin légiste dans la morgue
- 2021 : All too Well : the short film.